# ゲイリー・トーマス
ゲイリー・トーマス（Gary Thomas、1961年6月10日 - ）は、アメリカ合衆国メリーランド州ボルチモア出身のジャズ・サックス奏者およびフルート奏者である。
ジャック・ディジョネットのバンド、スペシャル・エディションのメンバーであり、ジョン・マクラフリン、ハービー・ハンコック、パット・メセニー、ジョン・スコフィールド、ジム・ホール、デイヴ・ホランド、グレッグ・オズビー、ウェイン・ショーター、ラヴィ・コルトレーン、カサンドラ・ウィルソン、ウォレス・ルーニー、スティーヴ・コールマン、マイルス・デイヴィスと仕事している。
トーマスは、ボルチモアのジョンズ・ホプキンズ大学におけるジャズ研究のディレクター兼教授を務めた。

## ディスコグラフィ

### リーダー・アルバム
- 『セヴンス・クアドラント』 - The Seventh Quadrant (1987年、Enja)
- 『コード・ヴァイオレーションズ』 - Code Violations (1988年、Enja)
- 『バイ・エニー・ミーンズ・ネセサリー』 - By Any Means Necessary (1989年、JMT)
- 『ザ・ゲイト・イズ・オープン』 - While the Gate Is Open (1990年、JMT)
- 『コールド・ケージ』 - The Kold Kage (1991年、JMT)
- 『プレイ・スタンダーズ』 - Till We Have Faces (1992年、JMT)
- 『エグザイルズ・ゲイト』 - Exile's Gate (1993年、JMT)
- 『オーヴァーキル / マーダー・イン・ザ・ワースト・ディグリー』 - Overkill Murder In The 1̶-̶S̶t̶ Worst Degree (1995年、JMT)
- 『ファウンド・オン・ソーディッド・ストリーツ』 - Found on Sordid Streets (1997年、Winter & Winter)
- 『パリアズ・パリア』 - Pariah's Pariah (1998年、Winter & Winter)

### 参加アルバム
セシル・ブルックスIII
- The Collective (1989年、Muse)

ユリ・ケイン
- 『スフィア・ミュージック』 - Sphere Music (1993年、JMT)
- 『トーイズ』 - Toys (1996年、JMT)

ジャック・ディジョネット
- 『イレジスタブル・フォーセズ』 - Irresistible Forces (1987年、Impulse!/MCA)
- 『オーディオ・ヴィジュアル・スケイプス』 - Audio-Visualscapes (1988年、Impulse!/MCA)
- 『アース・ウォーク』 - Earthwalk (1991年、Blue Note)

ウォレス・ルーニー
- 『ヴァーセス』 - Verses (1987年、Muse)
- 『インテュイション』 - Intuition (1988年、Muse)
- 『ジャイアント・ステップス』 - The Standard Bearer (1989年、Muse)
- 『オブセッション』 - Obsession (1990年、Muse)

トニー・リーダス
- 『インコグニート』 - Incognito (1989年、Enja)

カサンドラ・ウィルソン
- 『ジャンプワールド』 - Jumpworld (1990年、JMT)

クリスティ・ドーラン、マーク・アライアス & ボビー・プレヴィット
- 『コーポレート・アート』 - Corporate Art (1991年、JMT)

ピーター・ハーボーン
- Traces of Trane (1992年、JMT)
- Large One (1997年)
- Large Two (2002年)

ガブリエル・グッドマン
- 『トラヴェリン・ライト』 - Travelin' Light (1993年、JMT)
- 『アンティル・ウィ・ラヴ』 - Until We Love (1994年、JMT)

サム・リヴァース・リヴベア・オールスター・オーケストラ
- Inspiration (1999年、BMG France)
- Culmination  (1999年、BMG France)

グレッグ・オズビー
- The Invisible Hand (2000年、Blue Note)

イングリッド・ジェンセン
- 『ハイヤー・グラウンズ』 - Higher Grounds (1999年、Enja)

テリ・リン・キャリントン
- 『ジャズ・イズ・ア・スピリット』 - Jazz Is a Spirit (2002年、ACT)

ロニー・プラキシコ
- 『ソー・アライブ』 - So Alive (2004年、Eighty-Eight's)
- West Side Stories (2006年、Plaxmusic)

ジョン・マクラフリン
- 『ザ・ハート・オブ・シングズ』 - The Heart Of Things (1997年、Verve)
- 『ザ・ハート・オブ・シングズ・ライヴ』 - The Heart Of Things. Live In Paris (2000年、Verve)

トム・ウィリアムス
- Introducing Tom Williams (1991年、Criss Cross)